# Маргарита Умберто Кавалето
Маргарита Умберто Кавалето-Петрова е италианска филоложка, дългогодишна преподавателка по италиански език във Факултета по класически и нови филологии в Софийския университет „Св. Климент Охридски“.

## Биография
Родена е на 11 юни 1918 г. в София. През 1937 г. завършва Италианската гимназия с отличие. През 1938 г. заминава за Италия, където следва италианска филология. Завършва университета в Падуа с отличие и докторска степен в отдел „Нови езици“. Завръща се в България в края на Втората световна война. През 1944/1945 г. е стажантка в Стажантския институт с първа специалност „Италиански език“ и втора специалност „Френски език“. Работи като лектор в Трета мъжка гимназия „Уилям Гладстон“ в София. От 1945 до 1948 г. е преподавателка в Италианската гимназия, а през 1948 – 1950 г. работи в VII единно училище. От 1952 г. започва работа в Софийския университет „Св. Климент Охридски“ като преподавателка по италиански език в катедра „Романистика“ на Факултета по класически и нови филологии.
Умира на 6 септември 2013 г. в София.
Маргарита Умберто Кавалето е авторка на учебник по италиански език за VIII и IX клас, на учебници по италиански език, предназначени за студенти и на Българо-италиански разговорник. Съавтор е на един от най-големите Италианско-български речници.